# Giovanni Grimaldi
Giovanni Grimaldi, detto Gianni (Catania, 14 novembre 1917 – Roma, 25 febbraio 2001), è stato un regista e sceneggiatore italiano.

## Biografia
Nato a Catania, laureato in giurisprudenza e giornalista, collaborò a varie testate locali e a periodici umoristici. Nel 1946 fondò a Roma con Ruggero Maccari il giornale satirico Pinco Pallino, che l'anno successivo assunse il nome di Marc'Antonio.
Nel cinema esordì nel 1952 sceneggiando Io, Amleto, una parodia della tragedia di Shakespeare con Erminio Macario; a questa sceneggiatura ne seguirono molte altre, tutte di genere "leggero", dalla commedia satirica (Accadde al commissariato, Accadde al penitenziario) al musicarello (Nessuno mi può giudicare, Stasera mi butto), dai classici di Totò (Lo smemorato di Collegno, I due marescialli) ai peplum (I sette gladiatori, Il figlio di Spartacus). 
A partire dalla metà degli anni sessanta divenne uno dei registi più assidui dei comici siciliani Franco e Ciccio e in seguito di Lando Buzzanca, mentre per la televisione diresse nel 1958 un episodio de Il teatro dei ragazzi.

## Filmografia

### Regista e sceneggiatore
- Questo pazzo, pazzo mondo della canzone, co-regia con Bruno Corbucci (1965)
- James Tont operazione U.N.O., co-regia con Bruno Corbucci (1965)
- All'ombra di una colt (1965)
- Starblack (1966)
- Il bello, il brutto, il cretino (1967)
- Brutti di notte (1968)
- Don Chisciotte e Sancio Panza (1968)
- I 2 deputati (1968)
- Un caso di coscienza (1969)
- Puro siccome un angelo papà mi fece monaco... di Monza (1969)
- Principe coronato cercasi per ricca ereditiera (1970)
- La prima notte del dottor Danieli, industriale, col complesso del... giocattolo (1971)
- Le inibizioni del dottor Gaudenzi, vedovo, col complesso della buonanima (1971)
- Le belve (1971)
- Il magnate (1973)
- La governante (1974)
- Il fidanzamento (1975)
- Amici più di prima (1976)
- Frou-frou del tabarin (1976)

### Sceneggiatore
- Io, Amleto, regia di Giorgio Simonelli (1952)
- Accadde al commissariato, regia di Giorgio Simonelli (1954)
- Accadde al penitenziario, regia di Giorgio Bianchi (1955)
- Buonanotte... avvocato!, regia di Giorgio Bianchi (1955)
- Guaglione, regia di Giorgio Simonelli (1956)
- Mi permette, babbo!, regia di Mario Bonnard (1956)
- A sud niente di nuovo, regia di Giorgio Simonelli (1957)
- Chi si ferma è perduto, regia di Sergio Corbucci (1960)
- Totò, Peppino e... la dolce vita, regia di Sergio Corbucci (1961)
- I magnifici tre, regia di Giorgio Simonelli (1961)
- Il figlio di Spartacus, regia di Sergio Corbucci (1962)
- I due della legione, regia di Lucio Fulci (1962)
- Lo smemorato di Collegno, regia di Sergio Corbucci (1962)
- I due marescialli, regia di Sergio Corbucci (1962)
- I quattro monaci, regia di  Carlo Ludovico Bragaglia (1962)
- I due colonnelli, regia di Steno (1962)
- Totò di notte n. 1, regia di Mario Amendola (1962)
- Totò contro Maciste, regia di Fernando Cerchio (1962)
- I sette gladiatori, regia di Pedro Lazaga (1962)
- Colpo gobbo all'italiana, regia di Lucio Fulci (1962)
- Totò diabolicus, regia di Steno (1962)
- Totò contro i quattro, regia di Steno (1963)
- Il monaco di Monza, regia di Sergio Corbucci (1963)
- Il giorno più corto, regia di Sergio Corbucci (1963)
- Totò sexy, regia di Mario Amendola  (1963)
- Totò e Cleopatra, regia di Fernando Cerchio (1963)
- Gli onorevoli, regia di Sergio Corbucci (1963)
- I quattro moschettieri, regia di Carlo Ludovico Bragaglia (1963)
- Una lacrima sul viso, regia di Ettore Maria Fizzarotti (1964)
- In ginocchio da te, regia di Ettore Maria Fizzarotti (1964)
- Che fine ha fatto Totò Baby?, regia di Ottavio Alessi (1964)
- Danza macabra, regia di Antonio Margheriti (1964)
- I due mafiosi, regia di Giorgio Simonelli (1964)
- Totò d'Arabia, regia di José Antonio de la Loma (1964)
- Non son degno di te, regia di Ettore Maria Fizzarotti (1965)
- Gli amanti latini, regia di Mario Costa  (1965)
- Se non avessi più te, regia di Ettore Maria Fizzarotti (1965)
- I figli del leopardo, regia di Sergio Corbucci (1965)
- La vendetta di Lady Morgan, regia di Massimo Pupillo (1965)
- Nessuno mi può giudicare, regia di Ettore Maria Fizzarotti (1966)
- Dio, come ti amo!, regia di Miguel Iglesias (1966)
- Stasera mi butto, regia di Ettore Maria Fizzarotti (1967)
- Soldati e capelloni, regia di Ettore Maria Fizzarotti (1967)
- Nel sole, regia di Aldo Grimaldi (1967)
- Chimera, regia di Ettore Maria Fizzarotti (1968)
- L'oro del mondo, regia di Aldo Grimaldi (1968)
- Il suo nome è Donna Rosa, regia di Ettore Maria Fizzarotti (1969)
- Franco e Ciccio sul sentiero di guerra, regia di Aldo Grimaldi (1970)
- Mezzanotte d'amore, regia di Ettore Maria Fizzarotti (1970)
- La vedova inconsolabile ringrazia quanti la consolarono, regia di Mariano Laurenti (1973)